# Eisenbahngesetz vom 25. Juni 2014
Das dänische Eisenbahngesetz vom 25. Juni 2014 (dänisch Lov 719 af 25/06/2014 – Lov om projektering af nyanlæg og hastighedsopgraderinger af en række jernbanestrækninger på hovedbanen og regionalbanerne) beinhaltet Projekte, um Linienverbesserung durchzuführen, in deren Folge die Geschwindigkeiten der Züge auf Haupt- und Nebenstrecken erhöht werden können.
Das dänische Folketing beauftragt das Transportministerium mit dem Gesetz, folgende Bauprojekte zu planen und zu projektieren, einschließlich der Prüfung ihrer Auswirkungen auf die Umwelt:
1. Eine neue Streckenführung durch Vestfyn (Anlage 1 des Gesetzes)[1]
2. Eine neue Streckenführung über den Vejle Fjord (Anlage 2 des Gesetzes)[1]
3. Eine neue Streckenführung zwischen Hovedgård und Hasselager (Anlage 3 des Gesetzes)[1]
4. Ein Bahnanschluss der Stadt Billund und des Flughafens Billund
5. Geschwindigkeitserhöhungen bei den Hauptstrecken Fredericia–Vejle, Vejle–Horsens, Horsens–Hovedgård und Aarhus–Aalborg sowie Verbesserungen in Aarhus Hauptbahnhof einschließlich Bahnsteiganpassungen
6. Geschwindigkeitserhöhungen bei den Regionalbahnstrecken Aalborg–Frederikshavn, Struer–Thisted, Langå–Struer, Østerport–Helsingør, Vejle–Struer, Esbjerg–Struer, Skanderborg–Skjern, Bramming–Tønder, Holbæk–Kalundborg, Køge Nord–Næstved und Tinglev–Sønderborg
7. Verbesserung der Fracht- und Fahrgastkapazitäten in Nordjütland
8. Erhöhung der Streckenkapazität zwischen Herning und Holstebro
9. Niveaufreier Ausbau des Bahnhofes Ny Ellebjerg
10. Bau eines weiteren Durchgangsgleises im Bahnhof Gødstrup

Das Gesetz wurde am 25. Juni 2014 von Königin Margrethe II. unterzeichnet und trat am 1. Juli 2014 in Kraft.